# Phillip Sellers
Phillip Alexander „Phil“ Sellers III (* 22. Juni 1978) ist ein ehemaliger US-amerikanischer Basketballspieler.

## Karriere
Phillip Sellers, dessen Vater desselben Namens 45 Spiele für die Detroit Pistons in der NBA bestritt, besuchte die Clifford J. Scott High School in East Orange (US-Bundesstaat New Jersey). Anschließend spielte er für die Mannschaft des Naugatuck Community College im Bundesstaat Connecticut. Sellers studierte Betriebswirtschaftslehre. Nach seinem Wechsel ans College of Saint Rose nach Albany (Bundesstaat New York) erbrachte er für die Mannschaft der Hochschule in der zweiten NCAA-Division hervorragende Leistungen. Sellers erzielte in seinem letzten Spieljahr für das College of Saint Rose im Durchschnitt 20,6 Punkte je Begegnung. Im Anschluss an seine Studentenzeit wurde Sellers 2003 beim Draftverfahren der USBL von den Adirondack Wildcats aus Glens Falls ausgewählt.
2004 wechselte er nach Deutschland und spielte zunächst bei den NVV Lions Mönchengladbach. Sellers führte im Spieljahr 2004/05 die Korbjägerliste der 2. Bundesliga Nord mit einem Wert von 28,4 Punkten je Begegnung an.
Im Spieljahr 2005/06 stand Sellers beim Zweitligisten Iserlohn Kangaroos unter Vertrag. Er wurde als Leitfigur der Iserlohner Mannschaft bezeichnet. Sellers’ dortiger Aufenthalt endete, als er sich im April 2006 einen Handbruch zuzog.
Beim Zweitligisten SVD 49 Dortmund war er während der Saison 2006/07 ebenfalls Leistungsträger, stieg mit der Mannschaft jedoch aus der Liga ab.
Mitte August 2007 gab Zweitligist USC Freiburg seine Verpflichtung bekannt. Sellers, der neben seiner Tätigkeit als Basketballspieler für ein Bekleidungsunternehmen aus Münster beschäftigt war, erlitt im Juli 2007 einen Schlaganfall. Es wurde ein Loch in seinem Herzen festgestellt, Sellers musste sich einer Operation unterziehen. Um die dafür notwendigen Kosten (rund 60 000 Euro) bestreiten zu können, wurde zu Spenden aufgerufen. Der nicht krankenversicherte Sellers erhielt dabei unter anderem Unterstützung vom USC Freiburg, den NVV Lions Mönchengladbach, dem damaligen Oberbürgermeister der Stadt Freiburg sowie vom damaligen Rektor der Albert-Ludwigs-Universität Freiburg. Der Eingriff an Sellers’ Herzen wurde in Bad Krozingen vorgenommen.
In der Saison 2008/09 kehrte er in Freiburg aufs Spielfeld zurück und verstärkte die Mannschaft in der 2. Bundesliga ProB. 2009 wechselte Sellers zur SG Sechtem in die 1. Regionalliga West. 2011 verließ er den Verein und ging in die Vereinigten Staaten zurück.
Sellers wurde als Basketballtrainer tätig, 2013 trat er eine Stelle als Co-Trainer am Hudson Valley Community College in Troy (Bundesstaat New York) an und übte das Amt bis 2023 aus.

## Saisonbestleistungen
(Stand: Saison 2006/07)
| Kategorie    | Kategorie | Saison  | Datum             |
| ------------ | --------- | ------- | ----------------- |
| Punkte       | 44        | 2004/05 | 28. November 2004 |
| Rebounds     | 20        | 2006/07 | 14. Oktober 2006  |
| Assists      | 6         | 2005/06 | 22. Oktober 2005  |
| Steals       | 7         | 2004/05 | 13. November 2004 |
| Blocks       | 3         | 2004/05 | 21. November 2004 |
| Effektivität | 53        | 2006/07 | 14. Oktober 2006  |